# 야나기역
야나기역(일본어: 柳駅)은 일본 미에현 스즈카시에 위치한 긴키 닛폰 철도 스즈카 선의 철도역이다. 이 노선의 종착역이며, 역 번호는 L 30이다. 단선 승강장 1면 1선의 구조를 갖춘 지상역이다.

## 이용 현황
| 연도 | 승차 인원 |
| ---- | --------- |
| 1997 | 175       |
| 1998 | 147       |
| 1999 | 129       |
| 2000 | 123       |
| 2001 | 118       |
| 2002 | 118       |
| 2003 | 112       |
| 2004 | 116       |
| 2005 | 112       |
| 2006 | 112       |
| 2007 | 104       |
| 2008 | 114       |
| 2009 | 108       |
| 2010 | 125       |
| 2011 | 123       |
| 2012 | 129       |
| 2013 | 132       |
| 2014 | 149       |
| 2015 | 168       |

## 역 주변
- 국도 제23호선
- 가나자와 강

## 역사
- 1925년 12월 20일 : 이세 철도 고베 지선의 개통 때에 개업.
- 1926년 9월 11일 : 사명 변경에 의해 이세 전기 철도의 역이 됨.
- 1936년 9월 15일 : 회사 합병에 의해 산구 급행 철도의 역이 됨. 고베 지선은 이세 고베 선으로 개칭.
- 1941년 3월 15일 : 오사카 전기 궤도와의 회사 합병으로 인해, 간사이 급행 철도의 역이 됨. 이세 고베 선은 고베 선으로 개칭.
- 1944년 6월 1일 : 전시 합병에 의해 간사이 급행 철도가 긴키 닛폰 철도로 개조, 이 회사의 역이 됨.
- 1963년 4월 8일 : 선로 명칭 개정에 의해, 스즈카 선 소속역이 됨.
- 1994년 10월 1일 : 무인화.
- 2007년 4월 1일 : PiTaPa 사용 개시.

## 인접 역
| 긴키 닛폰 철도 스즈카 선           | 긴키 닛폰 철도 스즈카 선 | 긴키 닛폰 철도 스즈카 선   |
| ---------------------------------- | ------------------------ | -------------------------- |
| L29 이세와카마쓰 이세와카마쓰 방면 | L 스즈카 선              | 스즈카시 L31 히라타초 방면 |